# Sakuranbo
«Sakuranbo» (さくらんぼ Cereza?) es el segundo sencillo de la cantautora japonesa Ai Otsuka. Su primera edición fue lanzada al mercado el día 17 de diciembre del año 2003 bajo el sello avex trax.

## Información
El segundo sencillo de Otsuka, y también el trabajo que más altas ventas ha alcanzado de toda su carrera. Pasaron tres meses para que este sencillo sfuera lanzado tras su trabajo debut, e inicialmente debutó en el n.º 20 de Oricon, vendiendo en su primera semana poco más de la suma de 6 mil copias. Pero algo poco común es que con el tiempo fue subiendo cada vez más, y las ventas fueron aumentando de manera explosiva -clara evidencia de eso, fue que inicialmente "Sakuranbo" no tenía ningún apoyo promocional aparte de su video musical, pero tras llegar a ser exitoso Fuji TV requirió a Avex utilizar el tema en una de sus series, y varias radios utilizaron el tama como el fuerte de su parrilla programática-. En febrero del 2004 logra penetrar en el Top 10 de Oricon, para poco después llegar al puesto n.º 5 y ser uno de los sencillos mejor vendidos ese año. "Sakuranbo" permaneció vendiendo y figurando en Oricon desde finales del 2003 -la fecha de su lanzamiento- hasta dos años después, el 2005, desde las 6 mil copias de su primera semana hasta más de 525 mil. Aparte de esto, el tema se convirtió en el primero de la historia de Japón que supera el millón de descargas digitales a través de internet en julio del 2004, y también fue nombrado como uno de los temas que fue más veces interpretados al interior de karaokes del país asiático el 2004 y el 2005.
El 30 de marzo del 2005, debido a todo el revuelo que causó el tema, Avex decide relanzar el sencillo en "Sakuranbo -Encore Press-", una edición limitada del original con distinta portada, pero que incluyó los mismos temas que la primera edición.

## Canciones

### CD
1. «Sakuranbo» (さくらんぼ?)
2. «Kaerimichi» (帰り道?)
3. «Momo no Hanabira» (Studio Live ver.) (桃ノ花ビラ (スタジオ　ライブ ver.)?)
4. «Sakuranbo» (さくらんぼ?) (Instrumental)
5. «Kaerimichi» (帰り道?) (Instrumental)

### DVD
1. «Sakuranbo» (さくらんぼ?)

- Datos: Q1074709